# Петропавлівський провулок (Мелітополь)
Петропавлівський провулок — провулок Мелітополя, розташований у центральній частині міста. Йде від вулиці Героїв України до вулиці Пасова.
Складається переважно з приватного сектору. Покриття асфальтове (з боку вулиці Героїв України) та ґрунтове (з боку вулиці Пасова).
Крім перетинів з вулицями Героїв України та Пасова, непарною стороною перетинається з 3-м провулком Чернишевського та Петропавлівською вулицею.
На парній стороні, яка найменш заселена (всього 3 будинки) межує з Мелітопольською податковою інспекцією (юридична адреса на вулиці Героїв України) та територією ТОВ «Алко-Південь» (колишній Мелітопольський лікеро-горілчаний завод, розташований на Монастирській вулиці).

## Назва
Спочатку провулок називався на честь Мойсея Соломоновича Урицького (1873—1918) — російського революційного та політичного діяча єврейського походження, першого голови Петроградської надзвичайної комісії.
У зв'язку з законом про декомунізацію провулок був перейменований на честь святих Петра і Павла.

## Історія
Провулок Урицького вперше згадується у 1924 році в описі земельного володіння.
У 2016 році провулок перейменували на Петропавлівський у зв'язку з виконанням закону про декомунізацію.

## Галерея
|                              |  |                                |                                      |
| початок з боку вулиці Пасова |  | виїзд на вулицю Героїв України | початок з боку вулиці Героїв України |